# Поздний кожан
Поздний кожан (лат. Eptesicus serotinus) — вид рода Кожаны (Eptesicus) семейства Гладконосые летучие мыши (Vespertilionidae).

## Описание
Поздний кожан — вид довольно больших европейских летучих мышей с большими ушами. Он имеет размах крыльев около 370 мм и часто охотится в лесу. Иногда заводит насесты в зданиях, висит вниз головой, в маленьких группах или индивидуально. Предполагается, что популяция уменьшается.

## Эхолокация
Частоты, используемые этим видом летучих мышей для эхолокации лежат между 25—55 кГц, имеют наибольшее количество энергии на 31 кГц, средняя продолжительность сигнала — 8,8 мс.

## Подвиды
- Eptesicus serotinus andersoni
- Eptesicus serotinus isabellinus
- Eptesicus serotinus mirza
- Eptesicus serotinus pachyomus
- Eptesicus serotinus turcomanus